# Curicaueri
Curicaueri (del idioma purépecha: Kurhikuaeri, gran fuego o gran hoguera), es el nombre del dios del fuego en la cultura purépecha, la cual se estableció en el actual estado mexicano de Michoacán durante el Período Posclásico mesoamericano.

## Mitología
De acuerdo a la mitología de la cultura purépecha –muy especialmente del clan uacúsecha– se considera a Curicaueri la deidad más antigua y la que dio origen al resto de los dioses.  El Sol es conocido como hijo de Curicaueri y muere todos los días en el Poniente al ser víctima de la noche, siendo desterrado por el Sol joven o Curicaueri nieto.  De esta forma se conjuga la trinidad del fuego, la cual se interpreta de forma análoga con tres estrellas de la constelación de Tauro: Aldebarán, Beta y Gama. En el firmamento las tres estrellas asemejan la paráhtacuqua, el cual es un instrumento que utilizaban los purépechas para encender el fuego.
Curicaueri tuvo cinco hermanos conocidos como los Tiripemencha y de acuerdo a la mitología gobiernan las cinco casas divinas del plano terrestre del universo, es decir, el centro y cuatro puntos cardinales.  
En la región de Zacapu, Curicaueri es referido como Querenda-angápeti, que quiere decir "la peña que está en el templo". Se le representa también a través de animales solares como el guajolote, cuya carne solo podía ser consumida por sacerdotes y grandes señores; como águila en cautiverio cuando ésta se encontraba en la casa del cazonci. Curicaueri se convierte en águila cuando se desplaza en el supramundo, en coyote cuando se desplaza en el plano terrestre y en serpiente cuando se desplaza en el inframundo.

## Culto
Los sacerdotes purépechas son referidos como curiti o curita (del idioma purépecha: cura ‘abuelo’). El sacerdote principal era el curi-htsit-acha y los secundarios curi-pecha, quienes además de arreglar el fuego en los templos, entregaban las ofrendas a Curicaueri. El tabaco se ofrecía en forma de pelotitas, pues se creía que el aroma agradaba a la deidad, se ofrecían ricas mantas conocidas como quapimecua y sangre de autosacrificios.
Cuando moría el cazonci, su cadáver era ofrecido como la máxima ofrenda a Curicaueri, y cuando una persona moría por un rayo o "fuego del cielo", era deificada.  Es por este culto, que la vida religiosa y ritual de los purépechas giró alrededor de las hogueras, incluso el humo era considerado la forma de contacto entre los humanos y los dioses.
Adicionalmente se sacrificaban prisioneros de guerra en ceremonias solemnes. Los sacrificados obtenían la personalidad de Curita-Caheri o mensajero del dios Curicaueri. Las víctimas eran embriagadas previamente y perparadas con harina de maíz por los hatapatiecha; una vez listos eran llevadas a la iyapáraqua o piedra de sacrificio la cual generalmente se encontraba en la cúspide de un templo.  Los sacrificados eran sujetados de pies y manos por los hupitiecha, mientras que el axamiecha o enviador les extraía el corazón.  Culminado el sacrificio los quiquiecha eran los encargados de colocar las cabezas de los sacrificados en el eraquaréquaro, equivalente al tzompantli de los mexicas.